# 嘟嘟火車

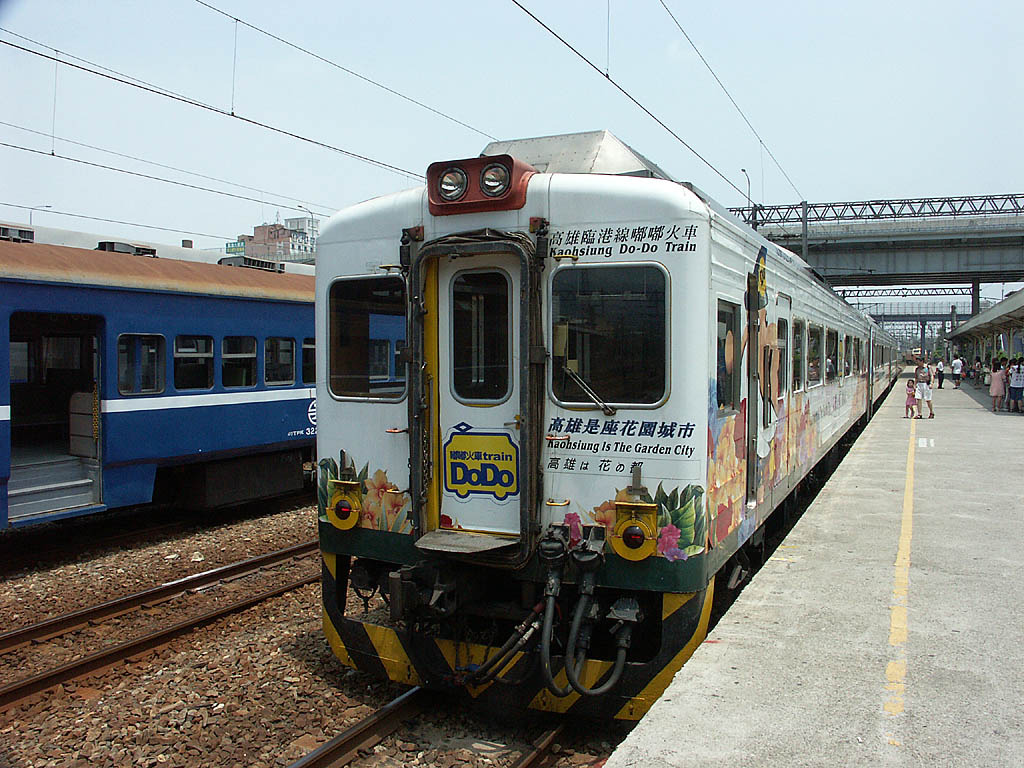
嘟嘟列車

嘟嘟火車由速食業者麥當勞向臺灣鐵路管理局（簡稱臺鐵）承租，行駛於高雄臨港線的觀光火車，源於1999年起逢燈會期間行駛的臨港線觀光列車，並以「嘟嘟火車」正式於2003年3月2日至2006年3月1日每日固定行駛。
為了發展臨港線鐵路觀光，高雄市政府於高雄港畔興建新光站，嘟嘟火車會在此站停留一段時間供旅客下車遊覽，此站是該列車行駛唯一停靠的車站，但因營運狀況不佳且臨港線鐵路後段因高雄捷運工程的需要而停駛。

## 歷史
- 2003年8月3日首航
- 2006年3月1日實質停駛
- 2006年5月8日正式停駛

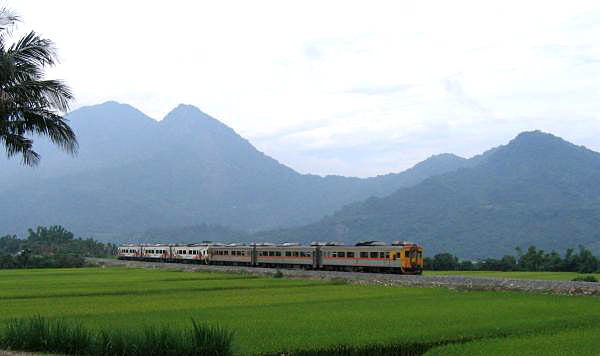
民間租用嘟嘟火車行駛於南迴線

- 2006年6月3日由民間包租，開行慶祝臺中站101週年特別列車，行駛臺中－新竹－內灣
- 2006年6月4日由民間包租行駛屏東經南迴線至臺東的特別列車

## 行駛路線
高雄－前鎮車場－新光－高雄港－鼓山－左營－鼓山－高雄
註：末期於新光站即行折返。

## 營運班次
- 正餐列車：11:00　每天開行
- 正餐列車：12:30　每週六、日開行
- 點心列車：15:00　每天開行
- 正餐列車：16:30　每週六、日開行

票價：正餐列車新臺幣250元，點心列車新臺幣180元

## 車輛

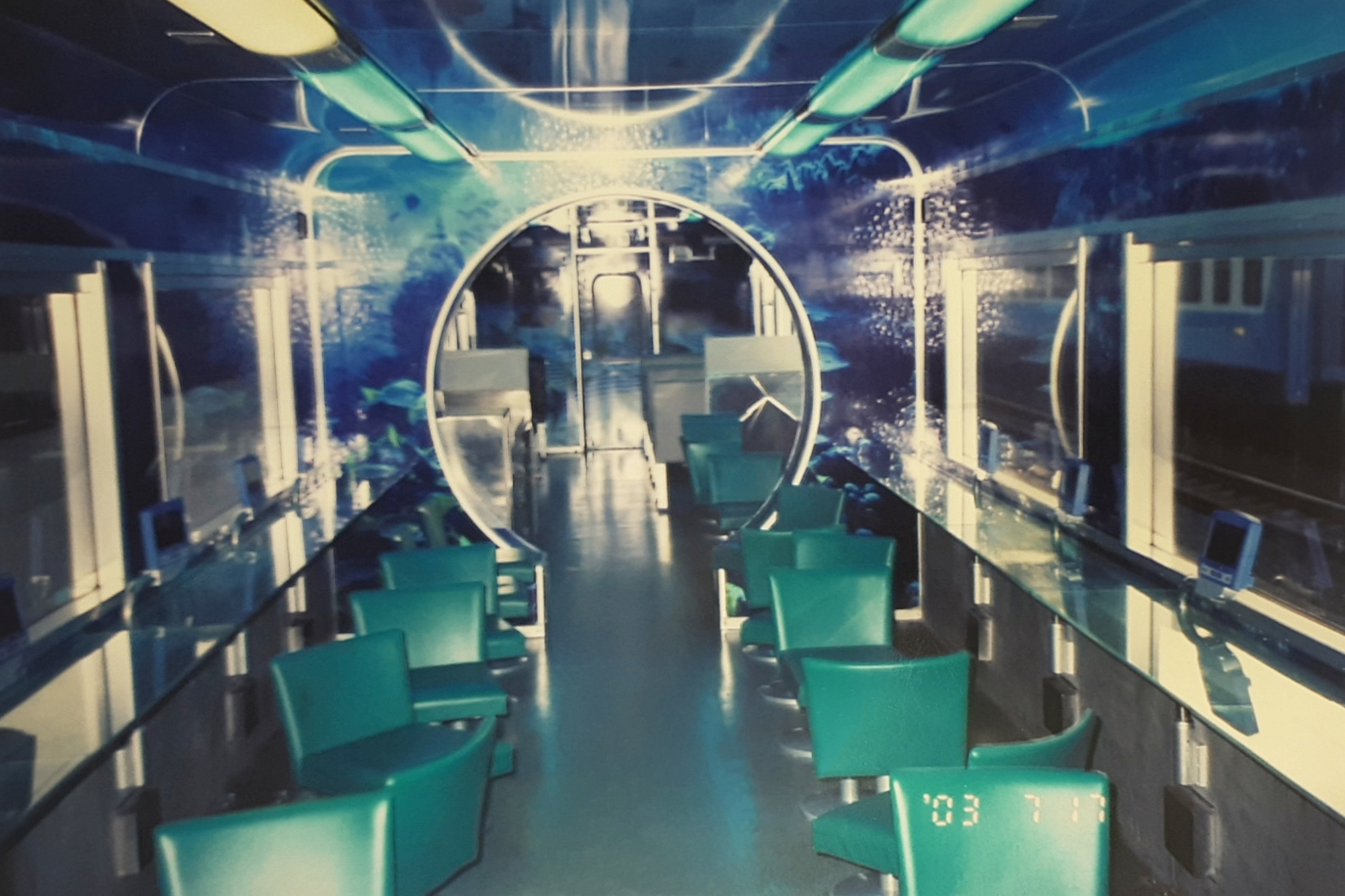
嘟嘟火車內裝

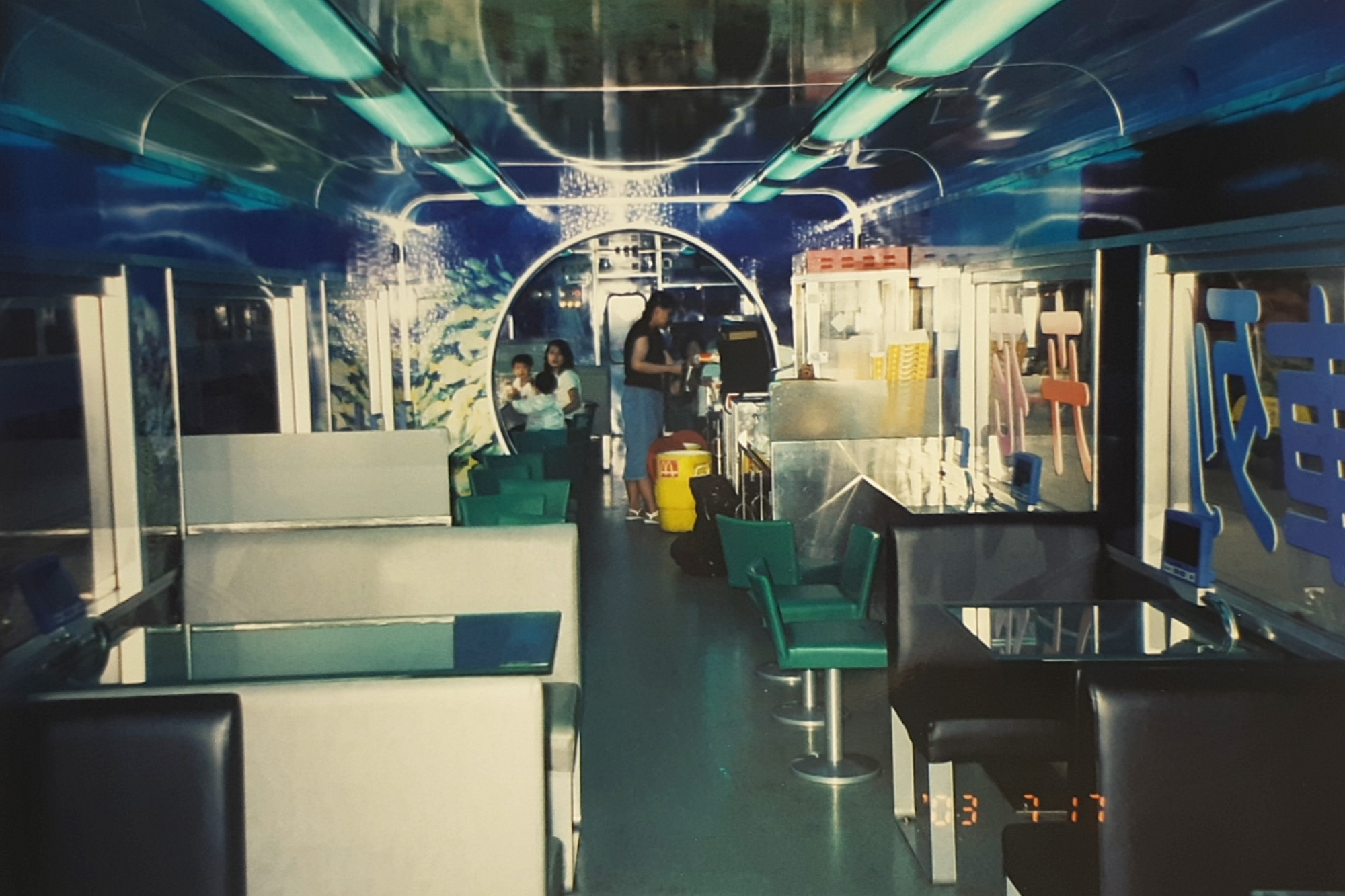
嘟嘟火車餐車內裝

該列車使用原本行駛於東幹線鐵路的DR2900型柴聯車，編組為DR2909+DR2955+DR2910，拆除原本的內裝後改裝為特殊的座椅配置，並在座位上加裝LCD螢幕播放影片，方便欣賞臨港線的風光。車內刻意裝扮成具有海洋風味的深藍色系，行駛過程則同歩播放沿線導覽影片。
列車以時速約30公里左右前進，繞行臨港線一圈大約需要一個小時。中途於高雄85大樓旁的新光車站短暫停車，供旅客下車拍照留念。
嘟嘟火車彩繪有「高雄臨港線嘟嘟火車」及英文「Kaohsiung Do-Do Train」字樣，另外亦有「高雄是座花園城市」、英文「Kaohsiung Is The Garden City」、日文。日文部分，稍後被改為。

## 外部連結
- 嘟嘟火車在臺鐵網站的行程介紹
- 高雄臨港線嘟嘟火車特集
- 嘟嘟列車搭乘回憶手札（页面存档备份，存于）